# ミラーズエッジ カタリスト
『ミラーズエッジ カタリスト』(Mirror's Edge Catalyst)は、EA Digital Illusions CE(DICE)が開発し、エレクトロニック・アーツより発売されたゲームソフト。
発売日は北米が2016年6月7日、EUと日本では同年6月9日。対応プラットフォームはPlayStation 4、Xbox One、Microsoft Windows。

## 概要
2008年に発売された『ミラーズエッジ』の第2作目。『2』ではなくリブート的な作品で、開発者は「リバース」だと語っている。
主人公・フェイスの一人称視点で展開されるアクションアドベンチャーゲームで、複合企業が支配する街を自由気ままに走り回る「ランナー」として、圧政に苦しむ人々に自由を促す。

## ストーリー
複合企業が支配するガラスの街。ここに住む人々にはマイクロチップを内蔵した腕輪「グリッドリンク」により常に監視されており、自由もプライバシーもなかった。そんな中、フェイス・コナーズはある重大な秘密を知ってしまう。フェイスは仕事を辞め、闇の仕事を請け負う「ランナー」となる。そして、この街の治安維持を請け負う企業を運営するクルーガーの野望を阻止し、人々に自由を取り戻すために戦う。

## 登場人物
声は日本語吹き替え版キャスト。
フェイス・コナーズ (Faith Connors)
声：甲斐田裕子
本作の主人公。ガラスの街でトップクラスの身体能力を持つランナー。
本編開始以前にクルーガーセックに逮捕されており、1年9か月ぶりに出所する。
イカロス (Icarus)
声：阪口周平
フェイスが収監されている間にノアの下にやってきたランナー。フェイスに比肩する身体能力を持ち、ノアからも高く評価されている。それ故か、同じくノアからの評価が高いフェイスに対し強いライバル意識を持っている。
ノア (Noah)
声：咲野俊介
ランナーたちのリーダー的存在。フェイスの育ての親。
レベッカ・セイン (Rebecca Thane)
声：沢海陽子
レジスタンス「ブラック・ノベンバー」のリーダー。ノアとは同じ志だが、彼と違い極端な武闘派であるためそりが合わない。
プラスティック (Plastic)

クリスタル・バレーの隠れ家に篭る、天才的プログラマ。非論理的なものに価値を見出すことができない。
アリーン・ミーラ (Dr. Aline Maera)
声：田中敦子
エリジウム研究所所長。リフレクション計画の責任者。
ガブリエル・クルーガー (Gabriel Kruger)
声：谷昌樹
クルーガー・ホールディング傘下の警備会社「クルーガーセック」のCEO。
イザベル・クルーガー (Isabel Kruger)

ガブリエル・クルーガーの娘で、自身も幹部。フェイスの妹であるケイトリン・コナーズと同一人物。
バードマン (Birdman)
声：森田順平
壮年のランナー。
ドーゲン (Dogen)

ガラスの街の裏社会を牛耳る男で、闇物資と禁制品のエキスパート。趣味は料理。
フェイスに対し大きな貸しがあり、度々返済を迫る。
ノーマッド (Nomad)
声：西健亮
情報屋。フェイスの親友。

## 舞台
本作の舞台はカスカディアという架空の国に存在する「ガラスの街」(City of Glass)である。この街は13の企業からなる複合企業が治めているという設定。高層ビルや地下構造物が複雑な多層構造を成している。
街に住む人々の大半はエンプロイと呼ばれる存在であり、複合企業の支配のもと、競争と生産活動に励んでいる。
一方で企業に属さず非合法活動で生計を立てるもの達もおり、アウトカーストと呼ばれている。ランナーもまたアウトカーストの一種であり、行き過ぎた事をしない限りはクルーガーセックから存在を黙認されている。